# Джонс, Барри
Барри Джонс (англ. Barry Jones; род. 3 мая 1974, Кардифф) — британский боксёр, представитель полулёгких весовых категорий. Боксировал на профессиональном уровне в период 1992—2000 годов, владел титулом чемпиона мира по версии Всемирной боксёрской организации (WBO).

## Биография
Барри Джонс родился 3 мая 1974 года в Кардиффе, Уэльс. Активно заниматься боксом начал в возрасте десяти лет в зале Рэя Торогуда.

### Любительская карьера
Начинал спортивную карьеру как любитель, в частности в 1992 году завоевал серебряную медаль на чемпионате Европы среди юниоров в Шотландии и выступил на юниорском чемпионате мира в Канаде, где дошёл до стадии 1/8 финала. Тем не менее, надолго в любительском боксе не задержался и уже в возрасте восемнадцати лет принял решение перейти в профессионалы, перейдя под опеку бывшего чемпиона Великобритании Пэта Томаса.

### Профессиональная карьера
Дебютировал на профессиональном уровне в октябре 1992 года, выиграв по очкам у Конна Макмаллена. Первое время выступал исключительно в Кардиффе в шестираундовых боях, при этом неизменно был победителем. В октябре 1993 года на стадионе «Олд Траффорд» в андеркарде чемпионского боя Крис Юбенк — Найджел Бенн выиграл у непобеждённого английского боксёра Джона Уайта. В течение трёх последующих месяцев одержал ещё четыре победы, в том числе взял верх над знаменитым джорнименом Питером Бакли, доведя общее количество побед до десяти.
В 1995 году Джонс выиграл три поединка, в частности в десятираундовом претендентском бою за звание чемпиона Великобритании в полулёгкой весовой категории решением судей победил небитого Джастина Мёрфи. Тем не менее, оспорить этот чемпионский титул ему так и не довелось, из-за личных проблем он уехал работать в Ирландию и на целый год завязал с боксом.
В ноябре 1996 года Барри Джонс вернулся в профессиональный бокс, однако его поединок с Дэвидом Моррисом завершился ничьей. Несмотря на ничью, известный британский промоутер Френк Уоррен предложил ему бой, на кону которого стоял титул интерконтинентального чемпиона по версии Международной боксёрской федерации (IBF) во втором полулёгком весе. Чемпионский бой с Питером Джадсоном, состоявшийся в апреле 1997 года, получился сравнительно равным и продлился все двенадцать раундов — в итоге судьи раздельным решением отдали победу Джонсу. Спустя два месяца валлиец успешно защитил полученный чемпионский пояс побндив Аффифа Джелти.
Поднявшись в рейтингах, Джонс удостоился права оспорить вакантный титул чемпиона мира по версии Всемирной боксёрской организации (WBO) во втором полулёгком весе. В декабре 1997 года единогласным решением судей он одолел колумбийца Вилсона Паласио и забрал чемпионский пояс себе. Планировалась защита титула против француза Жульена Лорси, однако во время сканирования головного мозга врачи обнаружили у Джонса аномальное образование, и Британский боксёрский совет запретил ему выходить на ринг, отозвав лицензию. Разбирательство по этому делу продлилось более семи месяцев, боксёру всё же удалось получить разрешение на продолжение карьеры, тем не менее, к тому времени WBO уже лишила его титула.
В 1999 году Джонс вернулся в профессиональный бокс и одержал очередную победу. Позже руководство WBO назвало его официальным претендентом на титул чемпиона мира во втором полусреднем весе, который к тому моменту уже перешёл к непобеждённому бразильцу Аселину Фрейтасу. Бой между ними прошёл в январе 2000 года, и уже на первых секундах первого раунда валлиец отправил чемпиона в нокдаун, что было особенно неожиданно в свете того, что за всю свою карьеру он только дин бой выиграл досрочно. Однако успех оказался временным, постепенно Фрейтас захватил инициативу, в общей сложности шесть раз отправлял претендента на настил ринга, а в восьмом раунде секундант Джонса выбросил полотенце, и рефери зафиксировал технический нокаут.
С тех пор Барри Джонс больше ни разу не выходил на ринг в качестве профессионального боксёра. После завершения спортивной карьеры работал комментатором на британском боксёрском телеканале BoxNation.